# Vriesea diffusa
Vriesea diffusa är en gräsväxtart som beskrevs av Lyman Bradford Smith och Colin Stephenson Pittendrigh. Vriesea diffusa ingår i släktet Vriesea och familjen Bromeliaceae. Inga underarter finns listade i Catalogue of Life.